# Mercado Central de Frutos
El Mercado Central de Frutos fue una de las estructuras cubiertas más grandes de la Argentina, y una de las de mayor volumen del mundo al momento de su construcción. Destinado al acopio y venta de frutos se encontraba en la localidad de Avellaneda, junto al Riachuelo. Fue inaugurado en 1889 y tuvo su momento de auge en los años ´20. Tras la Segunda Guerra Mundial fue perdiendo relevancia hasta ser definitivamente cerrado y demolido en los años ´60. Hoy en su lugar se levantan las Torres Pueyrredón y el puente homónimo que une a la Provincia con la Ciudad de Buenos Aires.

## Origen

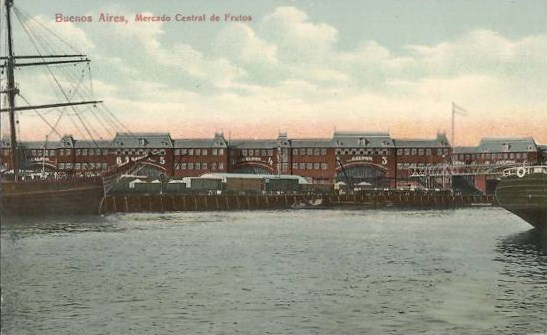
El edificio visto desde el Riachuelo

A mediados del siglo XIX, en la Argentina comenzó a instalarse el modelo agroexportador que caracterizaría a su economía durante los siguientes 100 años. Este modelo se basaba en un fuerte vínculo complementario con Inglaterra, donde la Argentina proveía las materias primas para la industria británica, mientras que los ingleses encaraban las inversiones necesarias para trasladar los productos agropecuarios desde la pampa bonaerense hasta el puerto de Buenos Aires y de allí a Europa. Hasta la década de 1880, el eje de las actividades portuarias estaba en el Riachuelo, sobre el sector de La Boca y Barracas, adonde ya estaban instaladas las viejas curtiembres y los primeros grandes depósitos de cereales y lana ovina.
El vertiginoso aumento del intercambio comercial exterior, generó la necesidad de que Buenos Aires contara con una terminal marítima adecuada, por lo que el Gobierno Nacional encaró la construcción del moderno Puerto Madero. Sin embargo, el Ferrocarril del Oeste, propiedad de la Provincia de Buenos Aires, era la única compañía que no contaría con un ramal de acceso al nuevo puerto. En este contexto, la compañía decide proyectar la construcción de una terminal portuaria propia sobre la ribera sur del Riachuelo (Partido de Avellaneda). La nueva terminal, denominada "Estación Marítima", contaría con muelles, depósitos y un ramal ferroviario desde la Estación Once de Septiembre. En diciembre de 1884 se compraron los terrenos necesarios para iniciar la obra, sin embargo, el nuevo gobernador bonaerense Máximo Paz, está decidido a vender el Ferrocarril Oeste a inversores privados, por lo cual se suspenden todas las inversiones proyectadas.
Por aquel entonces gobernaba el país el presidente Miguel Juárez Celman. La definitiva consolidación del Estado Nacional tras varias décadas de conflictos internos, generó una gran confianza en el futuro de la Argentina. Desde el propio gobierno se alentó la especulación financiera y los proyectos de inversión a escalas nunca antes vistas. El contexto financiero global también colaboró en gran medida a que esto sucediera, ya que los principales mercados de 
capitales, estaban deseosos de invertir en los países emergentes, como la Argentina.
En ese contexto de desenfreno y euforia, un descendiente de irlandeses, el financista Eduardo Casey, consideraba que la construcción de un gran mercado concentrador sobre el Riachuelo tenía un sustento firme. "La idea de Casey era crear una empresa que integrara a gran escala las funciones de intercambio, financiera, de depósito y de transporte." "Casey conocía personalmente muy bien los trastornos logísticos del comercio de la lana, al ser desde 1873 propietario de una empresa consignataria de lana y cueros que operaba en los Mercados de Once y Constitución." "Para entender lo excepcional del emprendimiento basta mencionar que en el mundo no existió un proyecto similar hasta 1901, cuando se inauguró el Stanley Dock Tobacco Warehouse en la ciudad de Liverpool." 
Cuando el ferrocarril desistió de la obra, Casey ofreció comprar los terrenos y construir él mismo la terminal portuaria. El gobierno provincial aceptó y vendió los terrenos a Casey en 1887, quien a su vez formó la Sociedad Anónima Mercado Central de Frutos con el respaldo de capitales británicos. Casey vendió los terrenos (127.478,37 metros cuadrados) al doble de su valor, a la nueva sociedad, cobrándole la mitad en efectivo y la otra mitad en acciones de la compañía.
De esta manera la Sociedad del Mercado Central de Frutos se adelantaba a una compañía rival, la "Muelles y Depósitos de las Catalinas", que estaba encarando un proyecto similar junto a la Dársena Sur del Puerto Madero (hoy Barrio Catalinas Sur).
Por aquel entonces, la Bolsa de Comercio porteña experimentaba una "burbuja" fomentada por la abundancia del crédito. Así, la propuesta de crear un gran mercado único concentrador para la producción exportable fue muy bien recibida por el mercado local y las acciones de la compañía llegaron a venderse un 40% por encima de su valor nominal.

## Desarrollo

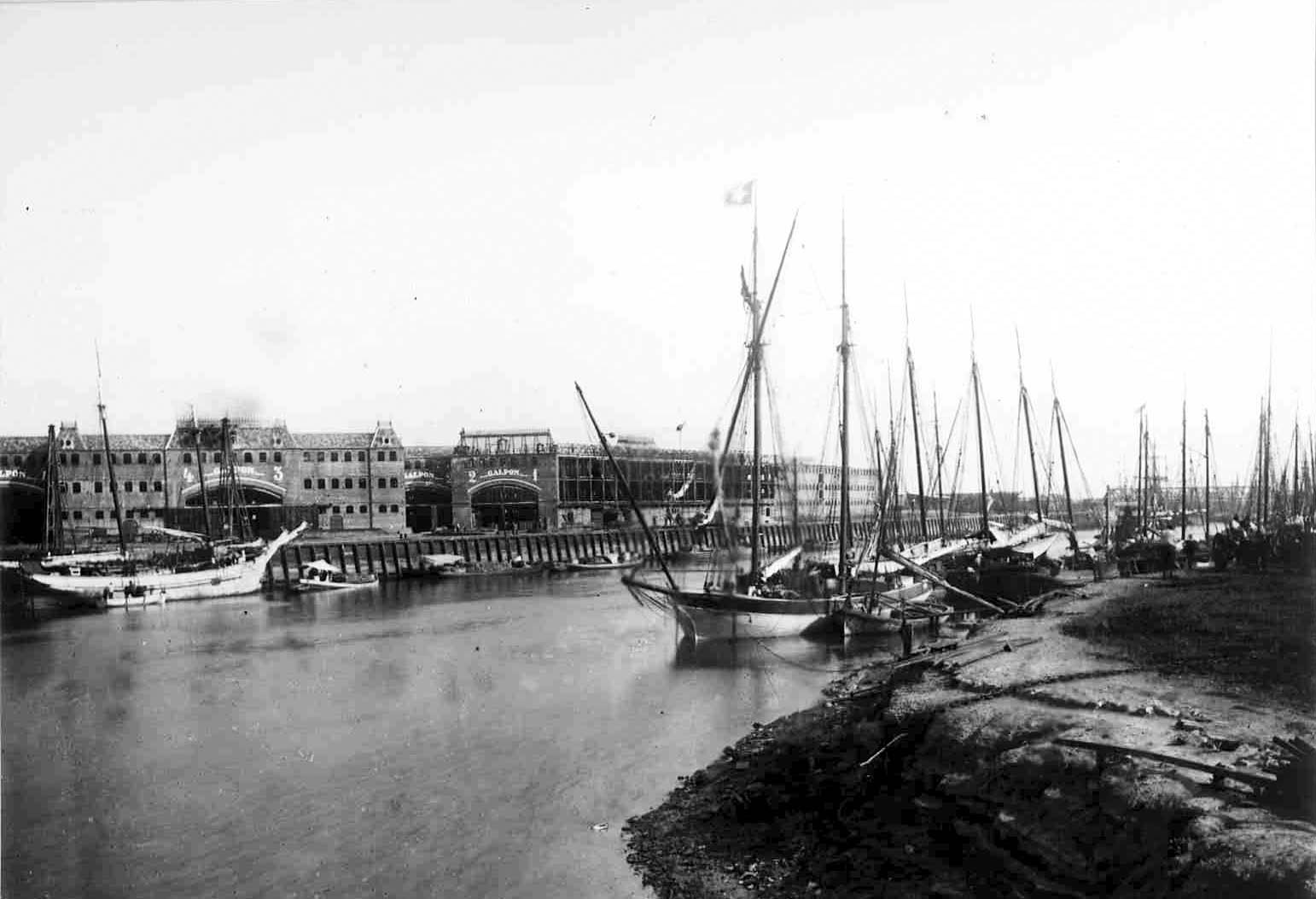
La construcción del mercado (ca. 1889)

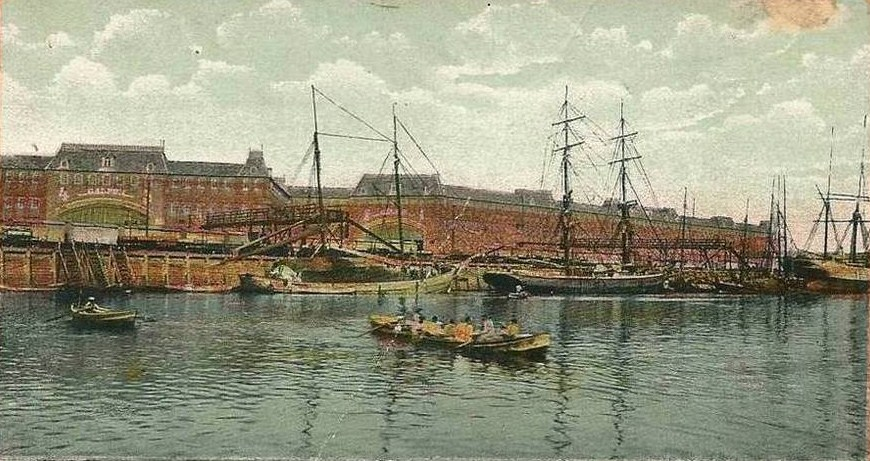
Otra vista del Mercado en su mejor época. (ca. 1900)

La empresa contrató al arquitecto alemán Ferdinand Moog para que diseñara un edificio sin precedentes en la Argentina, un mercado central inmenso, de proporciones inéditas. El nuevo volumen edilicio ocuparía más de dos manzanas. 
A pesar de los detractores del proyecto y de que la fecha de inicio de operaciones sería recién en 1890, la Serie “A” de acciones del MCF, emitida en 1888, fue completamente suscripta e integrada y las mismas subieron luego considerablemente. Esto motivó una segunda emisión de acciones que no contó con el mismo éxito que la primera.
La inauguración del edificio se llevó adelante el 1.º de julio de 1889, y la primera entrada de 
mercaderías se realizó el 2 de mayo de 1890, con la presencia del aún Presidente de la 
Nación, Miguel Juárez Celman. Sin embargo, aún quedaban secciones sin terminar. El nuevo Mercado Central de Frutos era una imponente edificación de ladrillos, de tres pisos de estilo industrial alemán. Tenía los mayores adelantos de la época como ser ascensores hidráulicos para subir los vagones ferroviarios a los distintos pisos para carga y descarga. Sumaba un total de 150.000 metros cuadrados cubiertos, divididos en nueve enormes galpones con calles internas recorridas por trenes y carros en los que operaban 78 guinches hidráulicos. Tenía un armazón de hierro batido con 2452 columnas, con un techo de hierro galvanizado, e incluía 3000 ventanas para iluminación y ventilación. Su capacidad era de 400.000 metros cúbicos. También se construyó un gran muelle a todo lo largo del terreno sobre el Riachuelo y, entre el muelle y los depósitos, se levantó la playa ferroviaria que llegó a tener una extensión de vías de 15 kilómetros. El Mercado Central de Frutos era, por aquel entonces, la barraca más grande del mundo.
El Mercado de Frutos se conectó rápidamente con tres empresas ferroviarias: la de Buenos Aires al Puerto de la Ensenada llegó desde la estación Barracas Iglesia (hoy desaparecida) en 1890. Ese mismo año el Ferrocarril del Oeste tendió su ramal desde la estación Riachuelo (hoy desaparecida) y en 1895 el Ferrocarril del Sud construyó su propio ramal desde la estación Barracas al Sud (hoy Estación Darío Santillán y Maximiliano Kosteki). Para la operación ferroviaria dentro del Mercado Central de Frutos, la empresa adquirió dos locomotoras de maniobras en 1890 fabricadas por Manning Wardle de Leeds. Posteriormente se adquirieron dos locomotoras más a la misma firma, una en 1902 y otra en 1912. 
La situación patrimonial de la empresa, en los momentos previos a la crisis y aún sin iniciar 
actividades, era excelente, ya que las deudas no superaban al capital, sin embargo, su inauguración coincidió con el estallido de la crisis. 

## Pánico de 1890
Durante parte de la década, el déficit de la balanza comercial del Estado Nacional, se había equilibrado con el ingreso de oro vía empréstitos. La euforia con respecto al futuro de la economía había producido una expansión del crédito y de la oferta monetaria, lo que llevó a una fuerte especulación en tierras, ferrocarriles y acciones. La retracción del crédito a nivel internacional afectó de lleno a la economía argentina, ya que el Estado no pudo seguir financiando sus déficits y los inversores decidieron deshacer sus tenencias para refugiarse en el oro. Esta fuga de capitales hizo caer el precio de las tierras y las acciones, además de provocar una fuerte devaluación del peso argentino con respecto al oro. Además, se produjo una crisis en la balanza de pagos, ya que tanto el sector público como el privado habían contraído importantes deudas en moneda extranjera, para proyectos cuyo resultado recién se notaría en el mediano o largo plazo, aunque repago de las obligaciones debía realizarse en el corto plazo.
El Mercado Central de Frutos aún no había iniciado operaciones cuando se produjo una fuerte alza del precio del oro y un descenso en los precios de los productos de exportación impactando directamente en el negocio de la empresa. La crisis también acabó con la especulación en el mercado accionario y para 1891, el precio de las acciones del MCF era de 40$ oro, cuando su valor nominal era de 100$ y antes de la crisis había alcanzado valores de 148$. Cuando la acción volvió a cotizar en 1895, lo hizo a 22,50$ oro.
El pago de sus deudas en oro, en un contexto de reducido movimiento comercial y con ingresos que se cobraban en pesos papel fuertemente devaluados, pusieron al Mercado Central de Frutos al borde de la quiebra. Para salir de la crisis, la empresa redujo los salarios de sus empleados, renegoció las tarifas con los ferrocarriles, otorgó facilidades a los consignatarios y llegó a acuerdos con sus acreedores locales y externos. Entre 1891 y 1894 los esfuerzos de la empresa se concentraron en aumentar su volumen comercial, el cual creció fuertemente en esos años, aunque el pago de las deudas hizo que la utilidad neta se mantuviese reducida.
La compañía también intentó ganar mercado obteniendo permiso para emitir "warrants" (Certificados de Depósito negociables) sobre la mercadería depositada en sus galpones. Sin embargo, la operatoria de este instrumento financiero no fue del todo exitosa, ya que el 
MCF debía pagar mensualmente el salario de un funcionario público que controlaba la 
emisión de los warrants.
Las medidas tomadas por el directorio del MCF, sumadas al rápido despegue de la economía argentina, aseguraron la continuidad de la empresa. Además, el descenso en el precio del oro facilitó el pago de los intereses y las deudas, ayudando a mejorar su situación financiera. El precio de las acciones del Mercado Central de Frutos alcanzó la par en 1900 y subió un 28% sobre la par en 1901.

## Auge y Decadencia

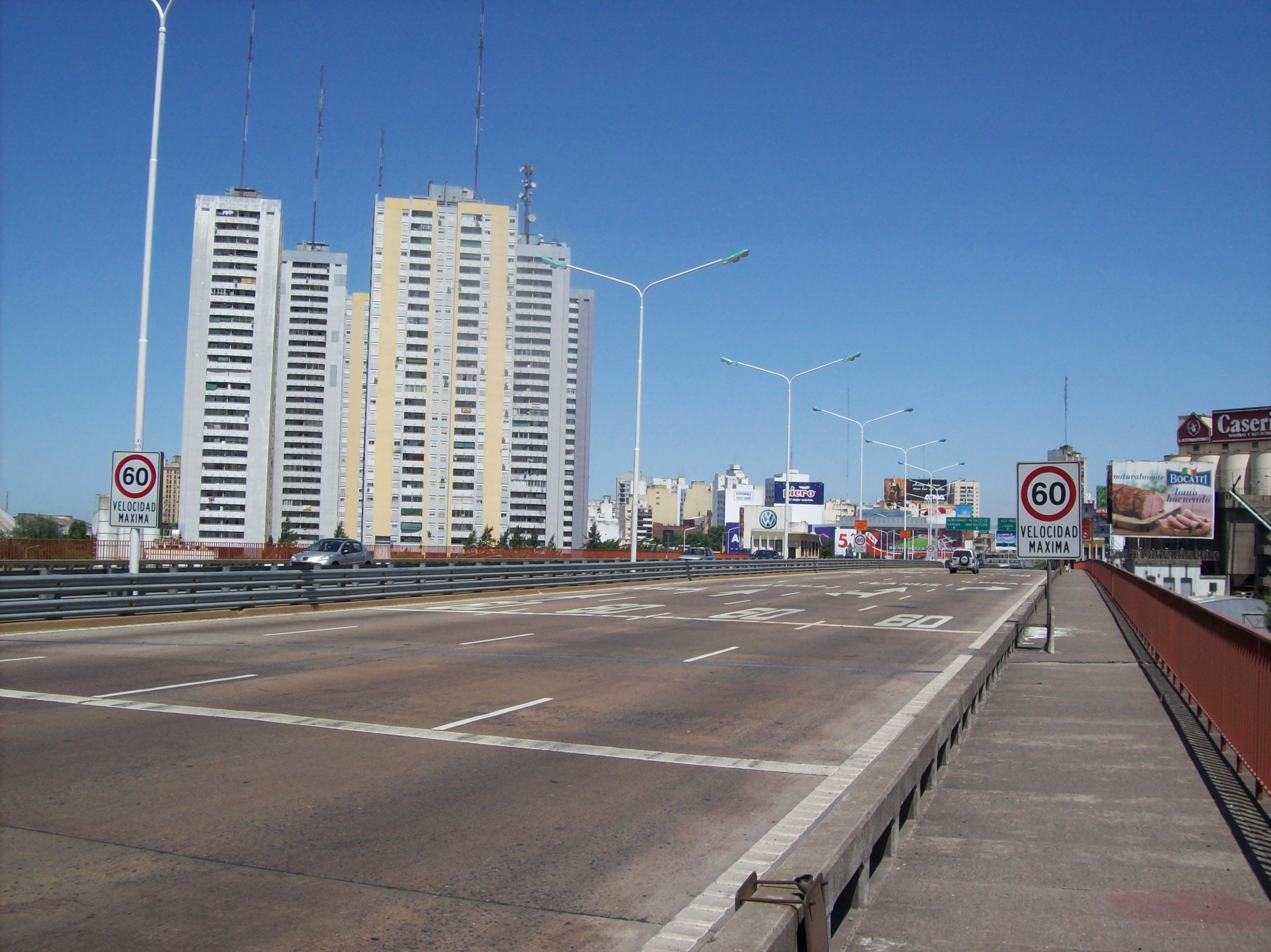
Torres Pueyrredón vistas desde el puente homónimo.

Destinado originalmente al almacenamiento y comercialización de todo tipo de frutos. El MCF se especializó luego en la concentración de lanas y cueros. El crecimiento del stock ovino, la estabilidad de los precios de exportación de la lana y su alta demanda justificaban la creación de un gran mercado concentrador.
La actividad del Mercado Central de Frutos creció enormemente y unos años después de su inauguración la capacidad instalada era superada por la demanda. Al mercado ingresaban de 400 a 500 vagones por día (cada uno con 1000 a 2000 toneladas) cargados de lanas, a los que se sumaban cueros, cereales, sebo y plumas. En 1910, por ejemplo, pasaron por sus galpones 90 millones de kilos de lana, 30 de cueros, 80 de cereales y 117 de otros productos.
Las exportaciones de lana continuaron su tendencia ascendente, a tal punto, que en el período de arribo de la esquila de lana, el Mercado Central de Frutos debía impedir el ingreso de otros productos por estar sus galpones llenos. El MCF llegó a superar las 100.000 toneladas de lana depositadas en sus almacenes. Incluso debía hacer esperar vagones durante algunos días para hacer lugar a la descarga. Este hecho se debió a una tendencia hacia la "especialización" de los diferentes mercados de productos de exportación, donde el Mercado Central de Frutos se había convertido en el mercado concentrador de lanas y cueros preferido por los consignatarios.
El Mercado Central también intentó ampliar su actividad firmando un convenio con el Ferrocarril Midland en 1908 para que las vías de esta empresa de trocha angosta accedieran a las instalaciones. Además el MCF también tomó acciones de una compañía registrada en Londres, la "The Argentine Concession and Land Company" cuyo objetivo sería construir ferrocarriles y hacer negocios inmobiliarios en el país. Sin embargo, la conexión con el Midland nunca se llevó a cabo y la empresa inmobiliaria tampoco realizó actividad alguna.
Con el paso del tiempo se fueron modificando los accesos ferroviarios al Mercado. El ramal del Ferrocarril Ensenada fue levantado tras ser adquirido por el Ferrocarril del Sud, quien en 1909 construyó un enlace más directo para acceder desde la gran playa de maniobras del Kilómetro 5 en Avellaneda. En 1936 el Ferrocarril del Sud y el del Oeste unifican sus administraciones y deciden utilizar un único acceso al Mercado Central de Frutos, por lo que, en 1941, se levanta el ramal del Oeste quedando solo el acceso del Ferrocarril Sud.
En 1925 el predio fue visitado por el Príncipe de Gales, quien quedó maravillado por la febril actividad de las instalaciones. En los años ´20 el Mercado Central de Frutos tuvo su mayor auge, y durante la década del ´30 también trabajó a pleno, sin embargo, el modelo agroexportador ya estaba cerrando su ciclo. 
La declinación del Mercado Central de Frutos se inició en los años ´40, con el estallido de la Segunda Guerra Mundial y el progresivo cierre del país al comercio internacional. En el gobierno del General Perón, el Estado monopolizó la actividad exportadora e importadora, a través del IAPI (Instituto Argentino de Promoción del Intercambio). Se suponía que con el IAPI el país podría influenciar en los precios internacionales, haciendo frente a la acción de los grandes monopolios (Bunge, Dreyfuss, etc.) y de los países importadores de productos argentinos. Además, al ser un ente especializado en el comercio interno y externo, podría transferir recursos según las necesidades de cada sector, minimizando la posibilidad de una crisis. 
Con el objetivo de financiar la nacionalización de las empresas de servicios públicos y fomentar la industrialización del país, entre 1946 y 1949, el IAPI pagó a los productores de granos y carnes un precio que resultó, en promedio, un 50% inferior al del mercado internacional. Sin embargo, a pesar de contar con toda la producción nacional en su poder, la Argentina no logró imponer precios en el mercado internacional de granos, que se manifestó lo suficientemente grande como para evolucionar al margen de la oferta del IAPI, situación que se agravó aún más con la recuperación europea de postguerra y la consecuente caída internacional de los precios agrícolas. 
Este nuevo contexto nacional e internacional hizo que el Mercado Central de Frutos perdiera sus características financieras originales, transformándose en un mero depósito a cuenta del Estado.
Si bien, a partir de 1949 las actividades del IAPI mermaron, dando lugar a que el sector privado se hiciera nuevamente cargo de gran parte del intercambio comercial externo, las actividades del MCF ya habían entrado en decadencia.
El Mercado siguió funcionando hasta el 1.º de noviembre de 1963, cuando el cierre de su único ramal ferroviario marcó el cese final de las actividades. La obra monumental terminó siendo demolida en 1966, para gran perdida del patrimonio histórico del partido de Avellaneda. Tres años después se inauguraba el Nuevo Puente Pueyrredón, que pasaba por un extremo del terreno donde antes se había erguido el mercado. Actualmente, casi todo el terreno donde funcionaba el depósito está ocupado por las Torres Pueyrredón, levantadas en 1996, mientras que otra parte se mantiene como terrenos baldíos.